# Bachelor
Der Bachelor ([ˈbætʃəlɚ] oder [ˈbætʃlɚ], auch Bakkalaureus oder Baccalaureus [m.] bzw. Bakkalaurea oder Baccalaurea [f.]) ist der niedrigste akademische Grad und üblicherweise der erste Abschluss eines gestuften Studiums an einer Universität oder gleichgestellten Hochschule, Fachhochschule oder Berufsakademie. Ein Bachelor-Studiengang (Bakkalaureat) hat eine Regelstudienzeit von drei bis vier Jahren (6–8 Fachsemester), je nach Art des Fachs und der Lehranstalt. Der Bachelor qualifiziert für eine grundlegende Berufstätigkeit, ein weiterführendes Masterstudium und in besonderen Ausnahmefällen für die Aufnahme eines Promotionsstudiums („Fast-Track-Promotion“).
Das Wort Baccalaureus unterscheidet sich in seiner Bedeutung von dem Wort Baccalaureatus, das in einigen Ländern den ein- bis zweijährigen postgradualen akademischen Grad Bachelor with Honours (Baccalaureatus cum Honore) bezeichnet.

## Wortherkunft
Das englische Wort bachelor, ursprünglich bacheler geschrieben, ist eine Entlehnung aus dem Altfranzösischen. Das altfranzösische Wort bacheler ist gut belegt; der früheste Beleg ist das Rolandslied von ungefähr 1100. Als Bedeutung wird in der Regel ‚junger Mann‘ angegeben, im Besonderen ‚junger Adeliger‘ und ‚junger Mann, der Ritter werden möchte‘, also ‚Knappe‘. Auch im Anglo-Normannischen ist das Wort gut bezeugt. Hier wird neben den genannten Bedeutungen auch schon für das 13. Jahrhundert ‚Junggeselle‘ angegeben. Später erlangte es auch die Bedeutungen ‚Inhaber eines ersten akademischen Abschlusses‘ (Erstbeleg von etwa 1365) und ‚Geselle‘, ‚Jungmitglied einer Zunft‘ (belegt 1397). Im Mittelenglischen ist das Wort seit etwa 1300 fassbar; es hatte zunächst Bedeutungen wie im Anglo-Normannischen. Die Bedeutung ‚Inhaber eines ersten akademischen Abschlusses‘ ist hier ab etwa 1390 belegt, insbesondere durch The Franklin’s Prologue and Tale in den Canterbury Tales.
Die Etymologie des altfranzösischen Wortes bacheler ist ihrerseits unsicher. Zustimmung findet heute vorab die Hypothese, dass das Wort auf ein erschlossenes (also nicht belegtes) romanisches *baccalāris (vgl. italienisch baccalaro) zurückgeht. Offenkundig ist die Ähnlichkeit mit mittellateinisch baccalāria ‚Ackerland‘ und baccalārius ‚Bauernknecht‘ oder ‚Betreiber eines kleinen Bauernhofes oder Gutshofes‘. Es wird allgemein angenommen, dass diesen Wörtern wiederum lateinisch vacca beziehungsweise spätlateinisch bacca ‚Kuh‘ zugrunde liegt. Einwände gegen diese Rekonstruktion sind teils phonetischer, teils semasiologischer Natur, Anatoly Liberman zufolge aber nicht unüberwindbar: Betreffs des problematischen Anlautwechsels verweist er darauf, dass b und v in einigen in Südfrankreich gesprochenen Dialekten (also im okzitanischen Sprachraum) durchaus häufiger alternieren, und dass sich Belege für mlat. baccalāria auffälligerweise gerade in Urkunden aus diesen Landstrichen zahlreich finden. Erklärlich erscheint ihm auch die Bedeutungsverschiebung von ‚Kuhhirte‘ oder ‚Kuhbauer‘ hin zu ‚junger Ritter, Student; Jungspund‘ – das Hüten der Kühe sei schließlich eine Arbeit gewesen, die im Mittelalter üblicherweise den jugendlichen Mitgliedern der Familie bzw. des Gesindes zufiel.
Fragwürdig ist hingegen der Versuch, das Wort von französisch bas chevalier ‚niederer Ritter‘ herzuleiten. Schon im 19. Jahrhundert als falsch gewertet wurde der Vorschlag, das Wort von einem erschlossenen gemeinkeltischen *bakalākos herzuleiten, das auch altirisch bachlach ‚Schäfer, Bauer‘ ergeben haben soll. Aus lautlichen Gründen unhaltbar ist eine Rückführung auf walisisch bach ‚klein‘ (altkeltisch *bicc, *becc).
In der päpstlichen Bulle Parens scientiarum von 1231 zur Beendigung eines Vorlesungsstreiks an der Universität von Paris kommt das Wort bachellarius in unspezifischer Weise vor. Ab der zweiten Hälfte des 13. Jahrhunderts war baccalarius ein erster universitärer Grad. Die Variante Baccalaureus ist eine möglicherweise zunächst humorvolle Verballhornung von baccalarius, die an bacca lauri ‚Beere des Lorbeers‘ angelehnt ist (vgl. den Pflanzennamen Laurus nobilis „Edler Lorbeer“) und „den mit beerenreichem Lorbeer Bekränzten“ vor Augen hatte (vgl. poeta laureatus). Hiervon leiten sich Baccalaureat (Vorstufe der Doktorwürde, mit der im Mittelalter die allgemein wissenschaftliche Vorbildung des Kandidaten festgestellt wurde), das französische Wort baccalauréat und das lateinische Wort baccalaureatus ab.

## Begriffsgeschichte
Im 13. Jahrhundert war es an Universitäten Aufgabe eines Baccalarius, den Magister bei der Aufsicht jüngerer Studenten zu unterstützen und sich gleichzeitig weiterzubilden. Während die Aufgabe selbst schon seit der ersten Hälfte des 12. Jahrhunderts in Paris und Bologna belegt ist, wurde baccalarius zwischen 1250 und 1275 zu einem festen institutionellen Begriff.
Im Spätmittelalter unterbrach beim Medizinstudium die Bakkalaureatsprüfung das vier- bis fünfjährige Studium, das nach Bestehen eines theoretischen Examens zur Lizenz abgeschlossen wurde.
Der Scholar der mittelalterlichen Universität erwarb diesen Grad ursprünglich nach Abschluss des Triviums (Grammatik, Dialektik, Rhetorik) der Artistenfakultät (baccalarius artium). Danach war der Absolvent mit dem Wechsel ins Quadrivium befähigt, Hilfslehrer für Scholaren des Triviums zu werden. Nach weiterem Studium des Quadriviums schloss der Baccalarius die Fakultät der Artisten – nachdem er also sämtliche artes liberales gemeistert hatte – mit dem Grad des magister artium ab und konnte in eine höhere Fakultät als magister non regens eintreten oder als magister regens an der Artistenfakultät (für die baccaularii des Quadriviums) selbst lehren.
In Frankreich wurde im Jahr 1809 unter der Herrschaft Napoléon Bonapartes das Bildungswesen zentralisiert und unter die Aufsicht der neu gegründeten Université impériale gestellt. Nach dem Besuch des collège konnte das lycée besucht werden; beide waren Teil der Université impériale. Als Abschluss des lycée wurde das baccalauréat eingeführt, der akademische Grad hieß bachelier.
Heutzutage gibt es drei Arten des baccalauréats: das baccalauréat général, das baccalauréat technologique und das baccalauréat professionnel. Hierbei entspricht das baccalauréat géneral dem Abitur oder der Matura. Das baccalauréat wird aber im Gegensatz zu diesen Abschlüssen immer noch als akademischer Grad angesehen; ein Inhaber des Grades wird bachelier genannt. Frankophone Länder benutzen in der Regel das Wort baccalauréat für einen an das französische baccalauréat angelehnten Schulabschluss. Allerdings wird in Québec ein dreijähriger universitärer Abschluss baccalauréat genannt. In Belgien wird das Wort bachelier für einen Bachelor-Abschluss verwendet. In Spanien und Lateinamerika heißt der dem Abitur oder der Matura entsprechende Schulabschluss bachillerato.
Das Wort Baccalaureus wird gegenwärtig an deutschen Universitäten nicht für Abschlüsse verwendet. Um 1930 gab es an einigen Universitäten den Baccalaureus juris (bacc. jur.) als Vorstufe für den Doktorgrad. Im Rahmen eines Modellversuchs wurde von 1992 bis 1997 von der Universität Augsburg nach bestandenem Vordiplom in den Fächern Betriebswirtschaftslehre und Ökonomie der Grad Baccalaureus oeconomiae oder Baccalaurea oeconomiae verliehen. In Österreich wurde bis 2007 an Stelle eines Bachelor-Grades der Grad Bakkalaureus oder Bakkalaurea verliehen.
Die Gestalt eines Baccalaureus erscheint auch in der Literatur, so in Johann Wolfgang von Goethes Faust II (Vers 6689 ff.). Der Baccalaureus ist offensichtlich identisch mit dem Schüler aus Faust I (Vers 1868 ff.); er hat nun sein Examen gemacht und tritt Mephistopheles abermals gegenüber. Er symbolisiert einerseits die Originalgenies des Sturm und Drangs, andererseits die in Burschenschaft und Wartburgfest hervorgetretene Studentenbewegung nach den Befreiungskriegen, in der Goethe in mancher Hinsicht eine Wiederholung des Sturm und Drangs erblickte. Goethe sieht die jungen Studenten mit einer Mischung aus Sympathie und Geringschätzung.

## Bachelor-Abschluss in Europa

### Aufbau, Umfang und Einordnung

#### Grundkonzept
Der Bachelor ist der erste akademische Grad und berufsqualifizierende Abschluss eines mehrstufigen Studienmodells. Die für angemessen erachtete, für Unterstützungsleistungen wie BAföG verbindliche und missverständlich als Regelstudienzeit bezeichnete Studiendauer beträgt mindestens drei und höchstens vier Jahre.
Nach dem European Credit Transfer System (ECTS) sind durchschnittlich 30 Leistungspunkte (LP, credit points) pro Semester zu erwerben. Bei einem Bachelor-Studium von sechs Semestern ergeben sich so 180 LP, bei sieben Semestern 210 LP und bei acht Semestern 240 LP. Es existieren auch Intensivstudiengänge, bei denen in sechs Semestern 210 LP vergeben werden, wie beispielsweise an einer Dualen Hochschule.
Ein Punkt entspricht einer Arbeitsbelastung des jeweiligen Studenten von 30 Stunden, mindestens jedoch 25 Stunden. Die deutsche Hochschulrektorenkonferenz (HRK) beschloss die Empfehlung, stets für 30 Stunden einen Leistungspunkt zu vergeben. Damit ergibt sich bei 30 Leistungspunkten pro Semester eine rechnerische Arbeitsbelastung von knapp 40 Stunden in der Woche (bei sechs Wochen Urlaub im Jahr). Zu der Arbeitsbelastung zählt die gesamte Zeit, die vom Studenten für das Studium aufgewendet werden muss (also z. B. die Zeit für Vorlesungen, Seminare und Prüfungen sowie die Zeit für deren Vor- und Nachbereitung).
Einige Bachelor-Studiengänge beschränken sich auf ein einzelnes Fach (sogenannte Ein-Fach-Bachelorstudien oder Monofach). Zahlreiche Hochschulen bieten jedoch Bachelor-Studiengänge an, bei denen gleichzeitig mehrere Studienfächer belegt werden. So besteht häufig die Möglichkeit, ein sogenanntes Zwei-Fach-Bachelorstudium (bestehend aus zwei Hauptfächern) zu absolvieren. Sollten die Absolventen schon vor oder während des Bachelor-Studiums einen Master of Education für Gymnasien und Gesamtschulen bzw. Berufskollegs anstreben (ehemals Lehramt für die Sekundarstufe II), bildet diese Art des Bachelors die Grundvoraussetzung. Jedoch kann auch ein fachwissenschaftlich ausgerichteter Master in beiden Fächern angeschlossen werden. Ebenso existieren zahlreiche Bachelorstudien, die ein Hauptfach mit einem oder mehreren Nebenfächern kombinieren. In der Schweiz werden die Hauptfächer auch Major und die Nebenfächer Minor genannt. Diese Bezeichnungen sind nicht mit den gleichnamigen Bachelorvarianten im angloamerikanischen Raum zu verwechseln.
In den meisten deutschen Ländern muss man einen Master-Studiengang abgeschlossen haben, wenn man als Referendar seine Berufsausbildung abschließen will. In solchen Fällen bietet ein Bachelor-Abschluss keine befriedigenden Perspektiven im Zielberuf (z. B. als Lehrer).

#### Modulstruktur
Die Lehrveranstaltungen in Bachelor-Studiengängen sind durch Module strukturiert. Ein Modul fasst eine oder mehrere Lehrveranstaltungen mit einem Lernziel zusammen und ist die Einheit, für die Leistungspunkte vergeben werden. Durch den Bachelor-Abschluss wird die Vereinheitlichung der Studienabschlüsse in Europa und damit eine bessere internationale Vergleichbarkeit angestrebt.
Die dafür im Rahmen des Bologna-Prozesses von den Ländern entwickelten detaillierten Vorgaben sollen (in Deutschland) insbesondere durch die Akkreditierung gewährleistet werden, die von speziellen Agenturen vorgenommen wird. Diese externe Prüfung der Studiengänge soll sowohl die formale Kompatibilität zum Bachelor-System als auch die Qualität der Lehre, des Lehrkörpers und der Studieninhalte sicherstellen. Die Akkreditierungsagenturen sind Vereine, die wiederum vom zentralen Akkreditierungsrat akkreditiert werden. Die nicht in allen Bundesländern gesetzlich vorgeschriebene Akkreditierung läuft oft erst nach Einführung eines neuen Studiengangs an. Das führt häufig zu der Kritik, dass die ersten Jahrgänge eines Bachelors Versuchskaninchen seien, da der Ausgang des Akkreditierungsverfahrens ungewiss ist.

#### Abschluss und mögliche Umorientierung
Mit dem Bachelor erwirbt der Student einen ersten offiziell als berufsqualifizierend betrachteten Hochschulabschluss. Der Bachelor-Abschluss, auch der der Fachhochschule, ist außerdem Qualifikationsnachweis für ein anschließendes Masterstudium, auch für einen Wechsel von der Fachhochschule zur Universität, wobei in diesem Falle weitere Qualifikationen erworben werden müssen. Durch das Masterstudium kann entweder das Studienfach des Bachelorstudiums fortgeführt und vertieft bzw. im fachlichen Zusammenhang fachübergreifend erweitert werden (konsekutiv) oder eine fachliche Umorientierung erfolgen mit dem Wechsel in einen Masterstudiengang, der nicht auf das bisherige Studium aufbaut (nicht-konsekutiv).

### Studium und Beruf
Ziel der Einführung eines Bachelor-Abschlusses in Europa war neben der Vereinheitlichung innerhalb der EU und einer kürzeren Studiendauer auch ein stärkerer Praxisbezug des Studiums. Da in den Geistes- und Sozialwissenschaften die möglichen Berufsfelder oft nicht klar abgegrenzt werden können, werden in der Regel zwei oder drei Fächer studiert und um Inhalte aus dem Bereich General Studies ergänzt. In den natur-, ingenieur- und wirtschaftswissenschaftlichen Fächern wird meist schon zu Beginn ein einzelnes Fach gewählt.

### Europäischer und Deutscher Qualifikationsrahmen EQR/DQR
Am 31. Januar 2012 wurde im Rahmen der Erstellung des Europäischen und Deutschen Qualifikationsrahmens EQR/DQR der Bachelor auf die Stufe 6 von 8 eingeordnet. Damit stehen die Abschlüsse Bachelor, Staatlich geprüfter Techniker und Meister auf der gleichen Stufe. Im Rahmen der Reform des Berufsbildungsgesetzes wurde mit Zustimmung des Bundesrates aus Gleichstellungsgesichtspunkten die ergänzende Berufsabschlussbezeichnung Bachelor Professional für Fortbildungsabschlüsse der IHK bzw. HWK eingeführt.
Zu diesem Sachverhalt veröffentlichte der Verein Deutscher Ingenieure ein Positionspapier, das herausstellt, dass die Abschlüsse Bachelor, Techniker und Meister dem gleichen Kompetenzniveau entsprächen, jedoch nicht gleichartig seien. Die Kompetenzen von Bachelorabsolventen, staatlich geprüften Technikern und Meistern unterscheiden sich laut VDI erheblich. Nach Angaben des VDI dürfe die Einstufung von Bachelor, Techniker und Meister keinesfalls so missverstanden werden, dass sie die gleichen Tätigkeiten ausführen könnten.

## Baccalaureus- und Bachelor-Abschlüsse in Deutschland
Im Jahr 2003 definierte die Kultusministerkonferenz (KMK) in ihren Strukturvorgaben den Bachelor wie folgt:

„In einem System gestufter Studiengänge stellt der Bachelorabschluss als erster berufsqualifizierender Abschluss den Regelabschluss dar und führt damit für die Mehrzahl der Studierenden zu einer ersten Berufseinmündung.“

Zum Wintersemester 2015/2016 wurden in Deutschland nach Angaben der Hochschulrektorenkonferenz (HRK) über 16.000 gestufte Studiengänge (Bachelor/Master) an Universitäten, Fachhochschulen sowie Kunst- und Musikhochschulen angeboten. Sie machen damit rund 90 % des Studienangebots in Deutschland aus. Die Mehrzahl an Studiengängen, die (noch) nicht auf Bachelor/Master umgestellt wurden, kommt aus den Rechtswissenschaften sowie der Medizin. Außerdem sind einige Studiengänge mit künstlerischen oder kirchlichen Abschlüssen darunter, ebenso wie das Lehramtsstudium in einzelnen Ländern.
Hochschulträger wandten 2022 im Durchschnitt rund 36.500 Euro für ein Bachelorstudium auf.

### Abschlussbezeichnungen
Die Wirtschafts- und Sozialwissenschaftliche Fakultät der Universität Augsburg war die erste universitäre Einrichtung der Bundesrepublik Deutschland, die in den 1990er-Jahren im Rahmen der in den drei Studienrichtungen Betriebswirtschaftslehre, Ökonomie und Sozioökonomie identischen Diplomvorprüfungen jeweils einen akademischen Bakkalaureatsgrad verliehen hatte, lange bevor Bachelor- und Masterstudiengänge Einzug in die deutsche Hochschullandschaft hielten. Die Bezeichnung dieser wirtschafts- und sozialwissenschaftlichen akademischen Erstausbildung lautete:
- Baccalaureus Oeconomiae, Baccalaurea Oeconomiae (bac.oec.)

Absolventen der Wirtschafts- und Sozialwissenschaften
Die KMK legte in den Strukturvorgaben aus dem Jahr 2003 fest, dass in Deutschland folgende Abschlussbezeichnungen zu verwenden sind:
- Bachelor of Arts (B.A.)

Absolventen der Sozial-, Sprach-, Kultur-, Religions-, Informations-, Politik- und Wirtschaftswissenschaften
sowie in einigen Bereichen der Theologie wie z. B. der Religionspädagogik
- Bachelor of Science (B.Sc.)

Absolventen der MINT-Fächer (Mathematik, Informatik, Natur- und Technik- bzw. Ingenieurwissenschaften), Wirtschaftswissenschaften, Psychologie, Landwirtschaft und Gesundheitswissenschaften.
- Bachelor of Laws (LL.B.)

Absolventen der Rechtswissenschaften
- Bachelor of Education (B.Ed.)

Absolventen des Lehramtsstudiums
- Bachelor of Engineering (B.Eng.)

Absolventen der Ingenieurwissenschaften

An Kunst- und Musikhochschulen kommen außer dem Bachelor of Arts folgende Abschlussbezeichnungen dazu:
- Bachelor of Fine Arts (B.F.A.)

Absolventen der Studiengänge zur (bildenden) Kunst
- Bachelor of Music (B.Mus.)

Absolventen musikalischer Studiengänge
- Bachelor of Musical Arts (B.M.A.) (nicht in den Strukturvorgaben der KMK[24] von 2003 aufgeführt)

Operngesang
Die Abkürzungen werden häufig mit Punkten geschrieben, aber insbesondere beim BA können diese auch wie beim früheren Magister Artium (MA) entfallen.
Die Hochschule kann die Abschlussbezeichnungen auch in zulässigen Formen deutscher Sprache verleihen (z. B.: Bakkalaureus der Wissenschaften). Gemischtsprachige Bezeichnungen sind jedoch ausgeschlossen. Der Absolvent muss die Abschlussbezeichnung so führen, wie sie verliehen wurde, und darf nicht eigenmächtig eine andere Sprache wählen. Gemäß DIN 5008 wird die Bezeichnung in der Korrespondenz hinter dem Namen geschrieben, beispielsweise Erika Mustermann, B. A.
Der Bachelor-Grad darf nicht um einen fachlichen Zusatz oder einen Hinweis auf die Art der Bildungseinrichtung ergänzt werden, die den Bachelor-Grad verliehen hat (z. B.: (FH) oder (Univ.)). Der Grund dafür ist, dass es keine für die Hochschulart spezifisch unterschiedlichen Vorgaben (z. B. Dauer des Studiums) gibt und alle Hochschulen denselben Akkreditierungsanforderungen unterliegen. Detaillierte Information zum jeweiligen Studiengang gehen aus der Bachelor-Urkunde, dem Bachelor-Zeugnis und dem Diploma Supplement hervor. Für ihre Ingenieursstudiengänge verleihen Universitäten aus ihrem akademischen Anspruch heraus zur Differenzierung allein die international etablierten Science-Abschlüsse, während Fachhochschulen zumeist Engineering, aber auf Wunsch vieler Studenten mittlerweile zunehmend auch Science-Abschlüsse vergeben. Vergleichbares gilt für den Bachelor of Education, für den kein Berufsbild existiert.
In ihren Strukturvorgaben von 1999 hatte die KMK noch eine Unterscheidung zwischen stärker theorieorientierten (B. A. sowie B. Sc.) und stärker anwendungsorientierten (unter anderem BBA, Bachelor of Computer Science (BCompSc), BEng, Bachelor of Public Administration (BPA)) Gradbezeichnungen festgelegt, die so seit dem Beschluss aus dem Jahr 2003 nicht mehr besteht. Fachliche Zusätze sind infolgedessen ebenfalls nicht mehr erlaubt (beispielsweise Bachelor of Arts in Economics). Die Umstellung der Gradbezeichnungen in bereits bestehenden Studiengängen erfolgt gegebenenfalls im Rahmen der Akkreditierung und Reakkreditierung.

### Bachelor-Abschlüsse von Berufsakademien
In der Bundesrepublik Deutschland kann der Bachelor-Abschluss auch an Berufsakademien erworben werden. Die Absolventen erhalten eine staatliche Abschlussbezeichnung anstelle eines akademischen Grades. Bei einem Weiterstudium entscheidet die jeweilige Hochschule anhand zusätzlicher Prüfungskriterien, ob der Berufsakademie-Absolvent zu einem Masterstudiengang zugelassen werden kann. Mit einem Bachelor-Abschluss an einer Hochschule (Universität oder Fachhochschule) kann dagegen auf jeden Fall ein Master-Studium angeschlossen werden. In Baden-Württemberg wurden die Berufsakademien im März 2009 durch die Duale Hochschule Baden-Württemberg abgelöst. Da diese nun den Status einer Hochschule haben, erhalten seitdem auch alle Absolventen einen akademischen Abschluss.

### Vergleich mit traditionellen Abschlüssen
Die meisten Bachelor-Abschlussvarianten verleihen grundsätzlich dieselben Berechtigungen wie Diplomabschlüsse an Fachhochschulen. Die KMK hat im Jahr 1999 noch explizit festgehalten, dass das Diplom (FH) dem an ausländischen Colleges verbreiteten drei- bis vierjährigen honors Bachelor entspricht. Diese Bachelor-Variante ist nicht zu verwechseln mit dem selteneren nordamerikanischen vier- bis fünfjährigen universitären Bachelor with Honours (wissenschaftliches Diplomstudium), der ein zusätzliches postgraduales Jahr und eine Diplomarbeit verlangt und direkt zum Ph.D.-Studium berechtigt, ohne vorher einen Master absolviert zu haben, und somit dem traditionellen Diplom/Magister entspricht (vgl. unten). Während generell der Bachelor als erster berufsqualifizierender Abschluss gelten soll, reicht er in Studiengängen, an deren Ende bislang Staatsexamina standen, allein nicht aus. Mit dem notwendigen anschließenden Master zusammen ergibt sich teilweise eine längere Studiendauer als bisher.
Da jedoch ein wesentlicher Teil des Bologna-Prozesses die Einführung eines mehrstufigen Abschlusssystems ist, das sich grundlegend von der früher gebräuchlichen Einteilung in Grund- und Hauptstudium unterscheidet, ist ein Vergleich mit traditionellen Abschlüssen oft nicht möglich. Die strukturellen Unterschiede zum bisherigen System können nicht erfasst werden, sodass die in der Öffentlichkeit wahrgenommene Wertigkeit des neuen Abschlusses 2008 stark variierte und von einer Gleichsetzung mit dem Bestehen des Vordiploms bis hin zum Diplom reichte.
Die folgende Abbildung zeigt einige mögliche Kombinationen von Regelstudienzeiten für konsekutive Bachelor- und Masterstudiengänge und stellt sie dem traditionellen Diplom gegenüber:
| 1. Jahr                                                               | 2. Jahr                                                               | 3. Jahr                                                               | 4. Jahr                                                               | 4. Jahr                                                             | 4. Jahr                                                   | 5. Jahr                                                   | 5. Jahr                                                   |
| Bachelor ⇒ 6 Semester / 180 ECTS-Leistungspunkte (häufigste Variante) | Bachelor ⇒ 6 Semester / 180 ECTS-Leistungspunkte (häufigste Variante) | Bachelor ⇒ 6 Semester / 180 ECTS-Leistungspunkte (häufigste Variante) | konsekutiver Master 4 Semester / 120 ECTS-Leistungspunkte             | konsekutiver Master 4 Semester / 120 ECTS-Leistungspunkte           | konsekutiver Master 4 Semester / 120 ECTS-Leistungspunkte | konsekutiver Master 4 Semester / 120 ECTS-Leistungspunkte | konsekutiver Master 4 Semester / 120 ECTS-Leistungspunkte |
| Bachelor ⇒ 7 Semester / 210 ECTS-Leistungspunkte (seltenere Variante) | Bachelor ⇒ 7 Semester / 210 ECTS-Leistungspunkte (seltenere Variante) | Bachelor ⇒ 7 Semester / 210 ECTS-Leistungspunkte (seltenere Variante) | Bachelor ⇒ 7 Semester / 210 ECTS-Leistungspunkte (seltenere Variante) | kons. Master 3 Semester / 90 ECTS-Leistungspunkte                   | kons. Master 3 Semester / 90 ECTS-Leistungspunkte         | kons. Master 3 Semester / 90 ECTS-Leistungspunkte         | kons. Master 3 Semester / 90 ECTS-Leistungspunkte         |
| Bachelor ⇒ 8 Semester / 240 ECTS-Leistungspunkte (seltene Variante)   | Bachelor ⇒ 8 Semester / 240 ECTS-Leistungspunkte (seltene Variante)   | Bachelor ⇒ 8 Semester / 240 ECTS-Leistungspunkte (seltene Variante)   | Bachelor ⇒ 8 Semester / 240 ECTS-Leistungspunkte (seltene Variante)   | Bachelor ⇒ 8 Semester / 240 ECTS-Leistungspunkte (seltene Variante) | kons. Master 2 Sem./ 60 ECTS-Leistungspunkte              | kons. Master 2 Sem./ 60 ECTS-Leistungspunkte              | kons. Master 2 Sem./ 60 ECTS-Leistungspunkte              |
| --------------------------------------------------------------------- | --------------------------------------------------------------------- | --------------------------------------------------------------------- | --------------------------------------------------------------------- | ------------------------------------------------------------------- | --------------------------------------------------------- | --------------------------------------------------------- | --------------------------------------------------------- |
| Vordiplom ⇒                                                           | Vordiplom ⇒                                                           | Diplom ca. 8–10 Semester                                              | Diplom ca. 8–10 Semester                                              | Diplom ca. 8–10 Semester                                            |                                                           |                                                           |                                                           |
| Vordiplom ⇒                                                           | Vordiplom ⇒                                                           | Diplom ca. 8–10 Semester                                              | Diplom ca. 8–10 Semester                                              | Diplom ca. 8–10 Semester                                            |                                                           |                                                           |                                                           |
| Vordiplom ⇒                                                           | Vordiplom ⇒                                                           | Diplom ca. 8–10 Semester                                              | Diplom ca. 8–10 Semester                                              | Diplom ca. 8–10 Semester                                            |                                                           |                                                           |                                                           |
| Vordiplom ⇒                                                           | Vordiplom ⇒                                                           | Diplom (FH) ca. 8 Semester                                            | Diplom (FH) ca. 8 Semester                                            | Diplom (FH) ca. 8 Semester                                          |                                                           |                                                           |                                                           |

### Promotion ohne Master
Einem Vorschlag der Hochschulrektorenkonferenz (HRK) folgend, soll besonders guten Bachelor-Absolventen eine Promotion ohne vorherigen Masterabschluss ermöglicht werden. Der Deutsche Hochschulverband als Vertretung der Hochschullehrer steht dieser Möglichkeit aber ablehnend gegenüber. Die Möglichkeit, in Deutschland nach erfolgreichem Abschluss eines Bachelorstudiums eine Promotion aufzunehmen, ist bislang in den Hochschulgesetzen nicht vorgesehen. Jedoch gibt es Gespräche über eine weiterführende Entwicklung in dieser Hinsicht.

### Bachelor-Abschluss anBusiness Schools
Bereits vor dem Bologna-Prozess etablierten sich auch in Deutschland einige, meist private Business-Schools, also Wirtschafts-(Hoch-)Schulen, die einen Bachelor-Abschluss nach angelsächsischem Vorbild anboten. Die fehlende staatliche Anerkennung dieser Abschlüsse nach dem deutschen Hochschulrecht umgingen die Business-Schools durch Partnerschaften mit US-amerikanischen und englischen Universitäten, die es den Absolventen ermöglichten, mit integrierten Auslandsstudien den nach dem jeweiligen Hochschulrecht anerkannten Hochschulabschluss der Partneruniversität zu erlangen. Einige dieser früheren Business-Schools sind heute auch in Deutschland als Hochschule staatlich anerkannt.

### Kritik
Nach einer Studie des Hochschul-Informations-Systems bricht in Universitäten heute jeder vierte Bachelor-Student sein Studium ab, in Fachhochschulen sogar jeder dritte. Die Abbrecherquote in den Ingenieurwissenschaften ist in den neuen Bachelor-Studiengängen erheblich höher als in den früheren Diplom-Studiengängen.
Das wird darauf zurückgeführt, dass die Umstellung der ingenieurwissenschaftlichen Studiengänge von Diplom- zu Bachelor-Abschluss häufig zwar mit einer zeitlichen Straffung verbunden ist, nicht jedoch mit einer entsprechenden Kürzung des Lernstoffes, woraus sich notwendigerweise eine Stoffverdichtung ergibt.
Bei Bachelor-Studiengängen in Sozial-, Sprach- und Kulturwissenschaften sowie in Agrar-, Forst- und Ernährungswissenschaften ist die Abbrecherquote ebenfalls auf hohem Niveau, jedoch niedriger als bei vorherigen Diplom- und Magisterstudiengängen.
Problematisch ist auch, dass bei der Umsetzung des Bologna-Prozesses in Deutschland zwar der angelsächsische Studienaufbau, nicht aber das angelsächsische Tutorensystem übernommen wurde.
Auch viele Studenten beurteilen den Bachelor-Abschluss kritisch, wie eine Befragung unter Studenten aus dem Mai 2013 ergab. Nur 9 % streben demnach den Bachelor als einzigen akademischen Abschluss an. Der Großteil sieht ihn als Station auf dem Weg zu einer höheren Qualifikation, wie dem Master. 2016 allerdings gaben nur 55 Prozent der Studierenden in einem Bachelor-Studiengang an, einen Master-Abschluss anstreben zu wollen. 33 % der Bachelor-Studierenden äußerten, sich fachlich nicht ausreichend vorbereitet zu fühlen. Am häufigsten forderten Studierende einen stärkeren Praxisbezug. Im Jahr 2019 begannen 45 % der Bachelor-Absolventen ein Masterstudium; an Universitäten betrug der Anteil 66 %, and Fachhochschulen nur 29 %.
Im Fach Psychologie berechtigt der Bachelor-Abschluss nicht zu einer therapeutischen Zusatzausbildung; es stehen jedoch oft nicht genügend Master-Studienplätze für alle Interessenten zur Verfügung.
Von Arbeitgebern wird der Abschluss weiterhin nur zögerlich anerkannt; so erwähnten in einer Studie im Jahr 2022 nur 7 % der Stellenausschreibungen, die Kandidaten mit Hochschulabschluss suchten, den Bachelor als Qualifikation. Die Praxisnähe der Fachhochschulen fördert einen direkten Einstieg ins Berufsleben nach dem Bachelorstudium.

### Abgrenzung zwischenBachelor(akademischer Grad) undBachelor Professionalin Ausbildungsberufen
Der Bachelor Professional sowie der Master Professional sind in Deutschland seit 2020 zugelassene Abschlussbezeichnungen im Handwerksbereich ohne Hochschulausbildung; sie berechtigen zu einer Hochschulausbildung im Fachbereich. Sie entsprechen meist dem Rang eines Fachwirtes, staatlich anerkannten Erziehers, Meisters oder Technikers und sollen der internationalen Verständlichkeit dienen und Gleichwertigkeit mit den akademischen Graden sowie Praxisnähe zum Ausdruck bringen. Gegner sehen Verwechslungsgefahr zu den akademischen Abschlüssen.

## Bachelor-Abschluss in Österreich
In Österreich wurde der Bachelor-Abschluss bis Mai 2007 Bakkalaureat genannt, der Absolvent war der Bakkalaureus bzw. die Bakkalaurea (beide abgekürzt Bakk.). In gestuften Studiengängen, die ab Beginn des Wintersemesters 2006/2007 eingerichtet werden, wird künftig der Bachelor anstelle des Bakkalaureus verliehen (Novelle des Universitäts-Studiengesetzes 2002, BGBl. I Nr. 74/2006). Die bisherigen Bakkalaureat-Studiengänge können allerdings auch weiterhin mit dem Bakkalaureusgrad abgeschlossen werden.
Gemäß § 54 Universitätsgesetz 2002 müssen Bachelor-Studien einen Arbeitsaufwand von 180 ECTS-Leistungspunkten umfassen.

### Abschlussbezeichnungen nach dem heutigen Bachelor-System (B.)
In Österreich werden unter anderem folgende Abschlussbezeichnungen verwendet:
- Bachelor (BA) für das individuelle Bachelorstudium (gemäß § 55 UG)
- Bachelor of Arts (B. A. oder BA)
- Bachelor of Science (B. Sc. oder BSc)
- Bachelor of Laws (LL. B.)
- Bachelor of Education (B. Ed.)
- Bachelor of Engineering (B. Eng.)
- Bachelor der Statistik (B. Stat.)
- Bachelor of Science in Engineering (B. Sc. oder BSc)
- Bachelor of Theology (BTh)
- Bachelor of Philosophy (B. phil.)
- Bachelor of Science in Nursing (BScN)

Zahlreiche Schulen mit höherer beruflicher Bildung und Weiterbildungen am WIFI, z. B. Erwachsenenbildner, enden nach erfolgreichem Abschluss mit dem Bachelor Professional.

### Bakkalaureatsgrade bis 2007 (Bakk.)
Die Bakkalaureatsgrade in Österreich waren:
- Bakkalaureus/-a der Künste (Bakk. art.)
- Bakkalaureus/-a der Naturwissenschaften (Bakk. rer. nat.)
- Bakkalaureus/-a der Sozial- und Wirtschaftswissenschaften (Bakk. rer. soc. oec.)
- Bakkalaureus/-a der Philosophie (Bakk. phil.)
- Bakkalaureus/-a der technischen Wissenschaften (Bakk. techn.)
- Bakkalaureus/-a der Kommunikationswissenschaft (Bakk. komm.)

Diese Grade werden hinter dem Namen geführt.

## Bachelor-Abschluss in anderen europäischen Staaten

### Belgien
In Belgien ist mit bachelier wiederum der akademische Bachelor-Grad bezeichnet (dieser Grad löst das alte Baccalauréat ab).

### Frankreich
In Frankreich wird der Abschluss als licence bezeichnet. Der englische Name birgt dort eine Verwechslungsgefahr mit dem baccalauréat, das dem Abitur oder der Matura entspricht; außerdem ist licence der eingebürgerte Begriff für einen universitären Abschluss mit Bac+3-Niveau (ein Abschluss, der drei Jahre nach dem Abitur erworben wird, also nach dreijähriger Studienzeit).

### Italien
In Italien heißt der Bachelor-Abschluss Laurea di 1° livello.

### Polen
In Polen heißt der akademische Grad auf Bachelorniveau licencjat. Er kann nach drei Studienjahren erworben werden.

### Schweden
In Schweden bestanden Studiengänge auf Bachelor-Ebene bereits vor Beginn des Bologna-Prozesses, siehe Kandidatexamen.

### Spanien
Das Pendant des Bachelor in Spanien nennt sich Título de grado, da auch hier ähnlich wie in Frankreich das Bakkalaureat (Bachillerato) bereits als Name für den Abschluss der weiterführenden Schule existierte.

### Vereinigtes Königreich
Im Vereinigten Königreich ist der Bachelor traditionell der übliche für einen akademischen Beruf qualifizierende Abschluss. Ganz überwiegend dauert das Studium bis zum Bachelor drei bis vier Jahre, ist stark strukturiert und fachlich spezialisiert. Vierjährige Bachelorstudiengänge werden fast ausnahmslos in anwendungsnahen Fächern angeboten, im Curriculum dieser sogenannten Sandwich courses ist ein Praxisjahr vorgesehen.
Einen Sonderfall stellen die Universitäten Oxford, Cambridge sowie das am britischen Vorbild orientierte Dublin dar, wo der Abschluss eines Bachelor of Arts (BA), welcher einen dreijährigen Bachelor-Abschluss darstellt, nach Ablauf einer Wartezeit ohne weitere akademische Leistungen oder Prüfungen zu einem Master of Arts (MA) umgewandelt wird. Dabei handelt es sich jedoch nur um eine terminologische Besonderheit ohne Unterschied in der Sache, daher wird dieser Abschluss bei Bewerbungen auf Arbeitsplätze und andere Studiengänge wie ein Bachelor behandelt. Darüber hinaus gibt es an diesen Universitäten auch echte (das heißt, einen vorherigen Bachelor voraussetzende) Master-Programme, die dann zu Abschlüssen wie etwa Master of Science führen und daher terminologisch von einem umgewandelten Bachelor unterschieden werden.
Insgesamt schließen in Großbritannien nur 12 Prozent der Bachelorabsolventen direkt ein Masterstudium an. Das Masterstudium selbst kann berufsqualifizierend sein, alternativ können sich Absolventen für einen sogenannten research master entscheiden.
Im Vereinigten Königreich Großbritannien und Irland wurde das akademische System honours 1918 eingeführt und in der Folge von zahlreichen anderen Commonwealth-Staaten übernommen. Der Bachelor-Abschluss unterhalb der Leistungsbeurteilung third class honours wird auch non-honours pass (d. h. schlechteste Leistung) bezeichnet. Da aber nur eine kleine Minderheit der Studierenden ihren Bachelor als non-honours pass abschließt, findet sich im Schriftverkehr hinter der Abkürzung des akademischen Grades sehr häufig „(Hon)“ oder „(Hons)“ als Hinweis darauf, dass eine der vier Honours-Auszeichnungen (s. u.) gemeint ist. Ein Honours Bachelor unterscheidet sich vom akademischen Grad Bachelor with Honours oder Bachelor (Honours), der in Australien, Kanada, Neuseeland und Südafrika an Studierende verliehen wird, die ein konsekutives post-bachelor Diplomstudium (Thesis) mit einer Studiendauer von ein bis zwei Jahren abschlossen.
Der Bachelor of Divinity (Hons) der schottischen Universitäten St. Andrews, Aberdeen, Glasgow und Edinburgh entspricht einem Masters-Abschluss.
Üblicherweise werden im britischen Bachelor die folgenden Notenstufen vergeben:
| Leistungen in Prozent | Englisch            | Deutsch                         | Entspricht |
| --------------------- | ------------------- | ------------------------------- | ---------- |
| 70–100 %              | first class (hons.) | mit Auszeichnung (hervorragend) | 1,0        |
| 60–69 %               | upper second class  | mit gutem Erfolg (sehr gut)     | 1,3–2,0    |
| 50–59 %               | lower second class  | mit Erfolg (gut / befriedigend) | 2,0–3,0    |
| 40–49 %               | third class         | bestanden (ausreichend)         | 3,3–4,0    |
| 0–39 %                | fail                | nicht bestanden (ungenügend)    | 5,0        |

## Bachelor-Abschluss in Nordamerika

### Kanada
In Kanada erreicht man entweder den Bachelor-Abschluss (Minor/General) nach Absolvierung eines Studienlehrgangs mit einer Studiendauer von drei Jahren an einem College oder seltener an einer University, oder den universitären Major-, Specialization- bzw. Honours-Bachelor-Abschluss mit einer Studiendauer von vier Jahren. Bachelorarbeiten werden paper, term paper  oder essay genannt und sind nicht in allen Studiengängen üblich. Selten wird auch der traditionelle konsekutive Bachelor with Honours-Abschluss (Baccalaureatus Cum Honore degree) angeboten, der nach einem vorangegangenen Bachelor-Abschluss derselben Fachrichtung erreicht wird, mit einer Studiendauer von ein bis zwei Jahren an einer Universität. Er wird durch Absolvierung von Kursen und durch Verfassen einer längeren wissenschaftlichen Diplomarbeit (honours seminar thesis) erreicht. Der Baccalaureatus Cum Honore ist Zulassungsvoraussetzung für zwei- bis dreijährige very high research-Master-Studiengänge oder für einfache Ph.-D.-Studiengänge. Dieses Schulmodell wurde, ähnlich dem traditionellen Magister/Diplom in Deutschland oder dem postgraduate Bachelor with Honours in Australien, zunehmend zum Auslaufmodell und ist zwischenzeitlich weitgehend durch kürzere konsekutive Master-Varianten ersetzt worden.

### Vereinigte Staaten

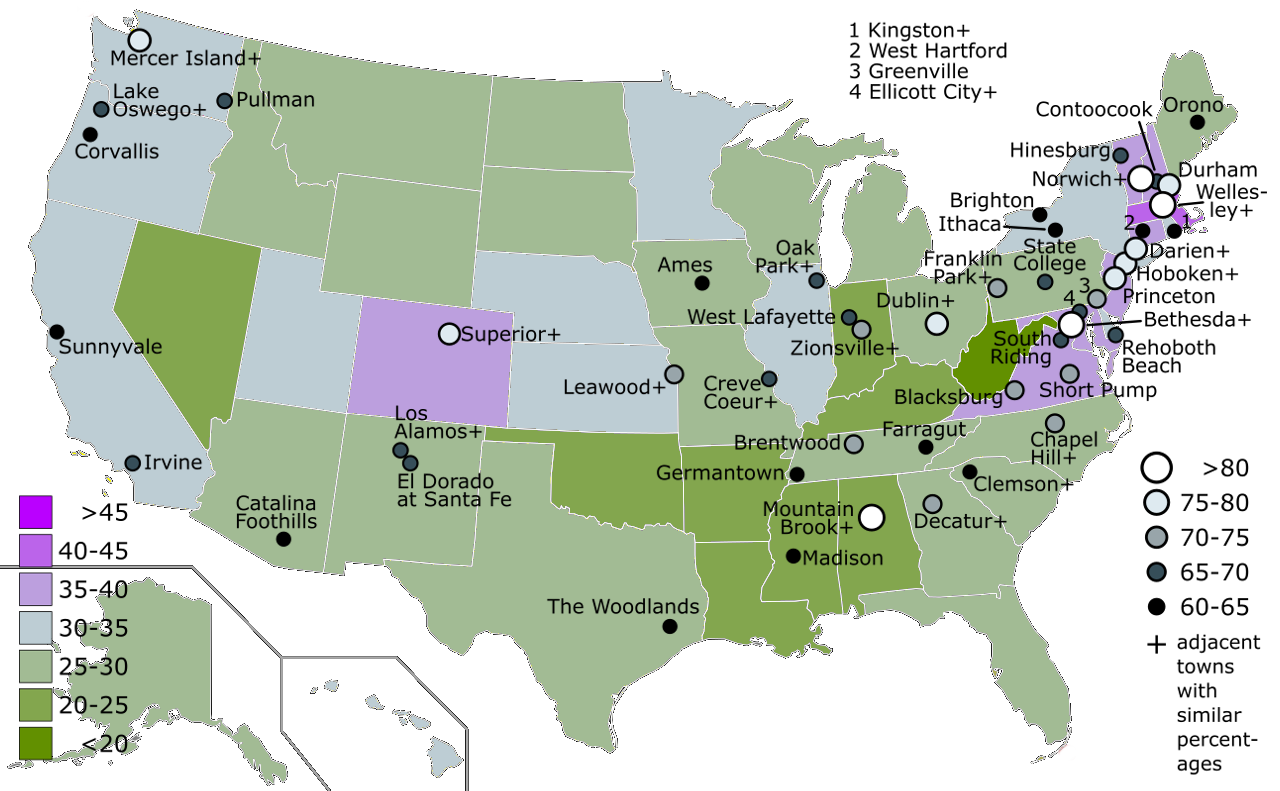
In den USA haben 33,1 % der über 24-Jährigen einen Bachelorabschluss, eventuell ergänzt durch einen darauf aufbauenden, noch höheren Abschluss. Der Anteil ist regional sehr unterschiedlich. An einigen Orten, wie z. B. Wellesley bei Boston, beträgt er mehr als 80 %.

Ein klassischer Collegeabschluss (Undergraduate Degree, Bachelor) in den Vereinigten Staaten soll neben einer beruflichen Qualifizierung auch demokratische und bürgerschaftliche Bildung vermitteln. Das Studium dauert vier Jahre, wobei die ersten eineinhalb Jahre häufig fachlich sehr breit angelegt sind (general studies). Deswegen erfolgt die Spezialisierung auf das eigentliche Hauptfach oft erst in der Mitte des zweiten Studienjahres. In einigen Fächern, wie z. B. Architektur, dauert das Studium fünf Jahre. Ein Bachelor-Abschluss in den USA bedeutet traditionell weniger fachspezifische Festlegung als in Europa. Durchlässigkeiten sowohl zwischen den Disziplinen als auch zwischen Wissenschaft und Praxis sind größer.
Masterstudiengänge sind wissenschaftlich orientiert und in der Regel auf zwei Jahre angelegt, sie werden in Graduate Schools der Universitäten organisiert.

## Bachelor-Abschluss im Commonwealth

### Allgemein
In Australien, Kanada, Neuseeland und Südafrika kann nach dem regulären Bachelor bei guten bis sehr guten Leistungen (Upper Second Class Honours; First Class Honours) oder bei hervorragenden Leistungen (First Class Honours and the University Medal) das Studium des Bachelor with Honours oder Bachelor (Honours) aufgenommen werden. Dieses zumindest zweisemestrige Vollzeitstudium verlangt Kurse, eine längere wissenschaftliche Diplomarbeit (Thesis) von 20.000 Wörtern und eine Abschlussprüfung. Es kann auch als erstes Jahr des Masters anerkannt werden. Ein guter Abschluss ermöglicht ein längeres forschungsintensives Master-Studium an einer Spitzenforschungsinstitution, und er berechtigt direkt zur Promotion.

### Honours Degree (Auszeichnung)
1918 wurde im Vereinigten Königreich Großbritannien und Irland die Bezeichnung Honours in das akademische System aufgenommen und verbreitet, welches bis heute mit den Notenbewertungsvarianten first class honours degree, second class honours degree, third class honours degree und, für entsprechend schwache Studienleistung, pass degree Anwendung findet. Somit sind die weitaus meisten Bachelor-Abschlüsse in Großbritannien sogenannte Honours Bachelor-Abschlüsse. Das System wurde von vielen Commonwealth-Staaten übernommen. Vielerorts werden deshalb die Bachelor-Studiengänge auch mit diesen Honours Degree-Varianten bezeichnet bzw. angeboten.
Absolventen eines Bachelor fügen hinter ihrer Bachelor-Abkürzung in Klammern gelegentlich (Hon) oder (Hons) an, um zu unterstreichen, dass ihr Grad mit keiner schlechten Note erreicht wurde.
Ein derartiger Honours Bachelor unterscheidet sich von dem seltenen akademischen Grad Bachelor with Honours oder Bachelor (Honours), der in einigen Commonwealth-Staaten verliehen wird. Dieser wird in ein bis zwei Jahren nach einem Honours Bachelor-Abschluss erworben, vergleichbar den letzten zwei Regelstudiensemestern eines traditionellen europäischen Lizenziat-, Diplom- bzw. Magister-Studienganges.

### Bachelor with Honours (akademischer Grad)
Der seltene konsekutive Bachelor with Honours (baccalaureatus cum honore) oder Bachelor (Honours) als akademischer Grad wird in Australien, Kanada, Neuseeland, Südafrika, dem Vereinigten Königreich und den USA von Universitäten verliehen. Zugangsvoraussetzung für ein Bachelor-with-Honours-Diplomstudium ist immer ein spezieller forschungsorientierter Honours-Bachelor- bzw. Bachelor-Abschluss mit sehr guter Note.
Die Regelstudienzeit für dieses Diplomstudium beträgt mindestens ein, höchstens zwei Jahre, je nachdem ob die Diplomarbeit im ersten oder im zweiten Studienjahr abgeschlossen wird. In der Regel darf bei diesem konsekutiven Studiengang (Bachelor + Baccalaureatus Cum Honore) die Gesamtregelstudienzeit fünf Jahre nicht überschreiten. Der Bachelor-with-Honours-Abschluss berechtigt direkt zum PhD-Studium und ist Voraussetzung für die Zulassung zu einem zwei- bis dreijährigen forschungsintensiven Master-Studiengang an einer internationalen Spitzenuniversität. Die in Europa verliehenen traditionellen Lizenziat-, Diplom- und Magisterabschlüsse gelten in den meisten Commonwealth-Staaten als äquivalent zum akademischen Grad Bachelor with Honours.
Das Diplomstudium baut inhaltlich auf einem vorangegangenen Bachelor-Studium auf. Die Systeme der aufgeführten Länder unterscheiden sich im Zeit- und Leistungsumfang. So dauert das Studium in Australien ein bis zwei Jahre und enthält eine längere schriftliche Forschungsarbeit von 20.000 Wörtern. In Neuseeland hingegen kann die Erstellung einer weniger umfangreichen Forschungsarbeit innerhalb des einjährigen Diplomstudiums innerhalb der Kursarbeit freiwillig erfolgen oder, je nach Voraussetzung, auch im Anschluss daran. Inhaltlich erfolgt im Honours-Studium auch hier eine vor allem wissenschaftlich ausgerichtete Vertiefung der bisherigen Bachelor-Studieninhalte. Alle Abschlüsse können als erstes Master-Jahr anerkannt werden. In Südafrika gilt der Grundsatz, dass ein Masterstudium erst nach einem vierjährigen Studium begonnen werden kann. Daher wird von Studierenden ein einjähriges Honours-Studium bei den dreijährigen Studiengängen angefügt, um die geforderte Zulassung zu gewährleisten.

### Auszeichnung versus akademischer Grad
Akademische Grade dürfen in den Commonwealth-Staaten nur in der Form geführt werden, die (meist abgesetzt vom übrigen Text und in einer Zeile) durch die Verleihungsurkunde festgelegt ist. Beispielsweise kann im Urkundentext im Fall einer Honours-Auszeichnung „the degree of BACHELOR OF ARTS with first class honours“ oder beim akademischen Grad Bachelor with Honours „BACCALAUREATUS IN ARTIBUS CUM HONORE summa cum laude“ ausgeführt sein. Um in Dokumenten Verwechslungen zu vermeiden, darf in Kanada und auch in den USA ausschließlich der Diplom-Grad Bachelor with Honours/Baccalaureatus Cum Honore in der Abkürzung ohne Klammern geführt werden (z. B. B. A. hons, BA hon. oder BSc hons.), eine Honours-Auszeichnung (Honours Degree) hingegen darf hinter der Bachelor-Abkürzung höchstens in Klammern angegeben werden (z. B. BA (Hon) oder (Hons)). In Australien hingegen wird der akademische Bachelor with Honours-Grad de jure auch in der Abkürzung in Klammern geführt (z. B. B. A. (Hons)), weshalb es dort nicht erlaubt ist, eine gleich oder ähnlich lautende Honours-Auszeichnung hinter einem klassischen Bachelor-Grad anzuführen. Beide Schriftverkehr-Regelungen dienen der Vermeidung des Eindrucks, jemand, der einen klassischen Honours Bachelor-Abschluss erreicht hat, hätte im Anschluss daran auch den konsekutiven akademischen Grad Baccalaureatus Cum Honore bzw. Bachelor (Honours) erworben.

Auch in Deutschland gibt es – wenn auch nur sehr vereinzelt – den akademischen Grad Bachelor Honours. Die entsprechenden Prüfungsordnungen sehen ein zweisemestriges Diplomstudium (im Umfang von 60 ECTS-Punkten) nach einem vorangegangenen Bachelor (180 ECTS-Punkte) vor. Dieser Bachelor Honors-Grad ist dem traditionellen Diplom-Abschluss gleichwertig. (Siehe auch Amtliches Mitteilungsblatt, Prüfungsordnung der Hochschule Hannover 5/2002 nach § 2, Abs. 2 und §§ 25–30.) Der deutsche Diplom-Abschluss wird, so wie in Kanada, de jure auch in der Abkürzung ohne Klammern verliehen bzw. geführt (z. B. BA hon.). Damit können in Dokumenten Verwechslungen zumindest mit der zahlreich vorkommenden europäischen und nordamerikanischen Honours Degree-Auszeichnung, die häufig von Studierenden in Klammern hinter der Bachelor-Abkürzung angegeben wird, vermieden werden.